# زمین‌پراکنش
در جغرافیای زیستی، زمین‌پراکنش (به انگلیسی: Geodispersal)، فرسایش موانع برای جریان ژن و پراکنش زیستی است (لیبرمن، ۲۰۰۵. ؛ آلبرت و کرامپتون، 2010.). پراکندگی زمین با گونه‌زایی ویکاریان متفاوت است، که از طریق ایجاد موانع جغرافیایی، جریان ژن را کاهش می‌دهد. در زمین‌پراکنش، محدوده‌های جغرافیایی گونه‌های منفرد، یا کل زیواگان، با فرسایش یک مانع فیزیکی برای جریان یا پراکنش زیستی ژن ادغام می‌شوند. رویدادهای پراکندگی جغرافیایی و جانشینی مرتبط می‌توانند به‌طور متقابل مسئول تفاوت بین جمعیت‌ها باشند. با از بین رفتن این موانع جغرافیایی، جانداران اکوسیستم‌های دورافتاده می‌توانند با هم تعامل داشته باشند و به جریان ژن بین گونه‌هایی که در گذشته جدا شده‌اند، اجازه دهند و تنوع زیست‌شناختی بیشتری را در یک منطقه ایجاد کنند.